# 紫竹
紫竹（学名：Phyllostachys nigra），又称黑竹，为禾本科刚竹属下的一种散生竹类。其种加词“nigra”意为“黑色的，暗色的”。紫竹是中国著名的庭院观赏和制作盆景的竹种，其秆呈紫黑色至黑色。

## 形态
圆筒形的秆高3－5米、直径2－4厘米，成长后渐变为紫黑色；箨鞘新鲜时为淡红色或带黄绿色，没有斑点，有细毛，干后变枯草色，具紫色或灰褐色的斑点或条纹，容易脱落，绿色短小的箨叶，有皱折；2－3片叶子生于小枝顶端，细长披针形叶片极薄；扇形小穗丛，常2－4枚集生于最后小枝的顶端，小穗含有3或4朵小花，七月开花。

## 用途
紫竹以其姿态及紫秆的雅致，中国庭园多栽培供观赏。亦為中國簫、笙主要材料。在云南省梁河县，少数民族竹乐器葫芦丝的发音管就是用紫竹之秆制作的。

## 外部連結
- 紫竹 Zizhu （页面存档备份，存于） 藥用植物圖像資料庫 (香港浸會大學中醫藥學院) （繁體中文）（英文）